# Erik Majetschak
Erik Majetschak (Bad Lausick, 1 de marzo de 2000) es un futbolista alemán que juega en la demarcación de centrocampista para el F. C. Erzgebirge Aue de la 3. Liga.

## Biografía
Empezó a formarse como futbolista en las categorías inferiores del RB Leipzig. Jugó en la cantera del club durante siete años, hasta que finalmente el 2 de agosto de 2018 debutó con el primer equipo en un partido de clasificación para la Liga Europa de la UEFA contra el BK Häcken, partido en el que sustituyó a Emil Forsberg en el minuto 64 y que finalizó con un resultado de empate a uno.

## Clubes
| Club                 | País     | Año       | Partidos | Goles |
| -------------------- | -------- | --------- | -------- | ----- |
| RB Leipzig           | Alemania | 2018-2019 | 2        | 0     |
| F. C. Erzgebirge Aue | Alemania | 2019-     | 90       | 5     |